# Брухаузен (Округ Нојвид)
Брухаузен (њем. Bruchhausen) општина је у њемачкој савезној држави Рајна-Палатинат. Једно је од 62 општинска средишта округа Нојвид. Према процјени из 2010. у општини је живјело 925 становника. Посједује регионалну шифру (AGS) 7138008.

## Географски и демографски подаци
Брухаузен се налази у савезној држави Рајна-Палатинат у округу Нојвид. Општина се налази на надморској висини од 200 метара. Површина општине износи 2,6 km². У самом мјесту је, према процјени из 2010. године, живјело 925 становника. Просјечна густина становништва износи 359 становника/km².